# Rubus acanthophyllos
Rubus acanthophyllos es una planta del género Rubus  descrita por Wilhelm Olbers Focke en 1874, es nativa de Suramérica. Se le conoce como mora o zarzamora.

## Descripción
Las ramas son pilosas y en su parte superior son tomentosas-hirtas. las espinas son eglandulares, las estipulas tienen una base ovado-lanceolada. Las hojas son enteras, suaves y delgadas, brevemente lobadas (a menudo trilobada y a veces ternada), con punta afilada, la base es truncada o subcordada, las nervaduras son verdes y pilosas, la margen es irregular dentada, los nervios centrales y laterales son rectos o ligeramente curvados. Las flores son terminales solitarias, brácteas largas tomentoso-villosas, cáliz externo tomentoso, base setoso-aculeada, lacinias triangulares, pétalos ligeramente glabros.

## Distribución
R. acanthophyllos se puede encontrar en Bolivia, Colombia, Ecuador y Perú, probablemente también en Venezuela. Se encuentra en los Andes desde los 2800 hasta los 4000 m s. n. m.